# Карпаты (гандбольный клуб)
«Карпа́ты» — женский гандбольный клуб из Ужгорода. Основан в 1969 году как «Спартак» Берегово. В 1989 г. клуб переселился в Ужгород. В сезоне 2011/2012 клуб стал с тренером Борисом Петровским первый раз в своей истории чемпионом Украины.

## Достижения
- Чемпион Украины (2012, 2013, 2014)
- Серебряный призёр чемпионата Украины (2011,2015, 2016)
- Бронзовый призёр чемпионатов Украины (1997, 2008)